# Crithagra concolor
Espèce
Statut de conservation UICN

 CR  : 
En danger critique
Crithagra concolor (anciennement Neospiza concolor), anciennement connu en tant que Néospize de Sao Tomé, est une espèce de fringillidés connu seulement par trois spécimens collectés à São Tomé avant sa redécouverte en 1991.

## Description
Crithagra concolor mesure environ 20 cm. Cet oiseau présente un plumage entièrement brun roux, un peu plus sombre sur le dos, les épaules, les ailes et la face. Le bec est épais et conique avec la mandibule supérieure légèrement courbée et brun sombre tandis que l'inférieure est plus pâle. Les yeux et les pattes sont noirs.

## Répartition, habitat, conservation
Cette espèce comme dit précédemment est endémique à São Tomé, île située dans le golfe de Guinée. On la trouve plus précisément vers le rio Xufexufe, au sud-ouest de l'île. Elle habite les denses forêts primaires où la destruction de son habitat est la principale menace. C'est un oiseau extrêmement rare, que l'on croyait disparu : les 3 seuls spécimens que l'on possédait dataient du XIXe siècle et il fut redécouvert en 1991 seulement. Cette espèce est donc considérée comme gravement menacée d'extinction (CR) selon UICN. L'introduction d'animaux sur l'île, comme le rat noir ou la civette d'Afrique représente aussi un danger.